# Alfred E. Neuman

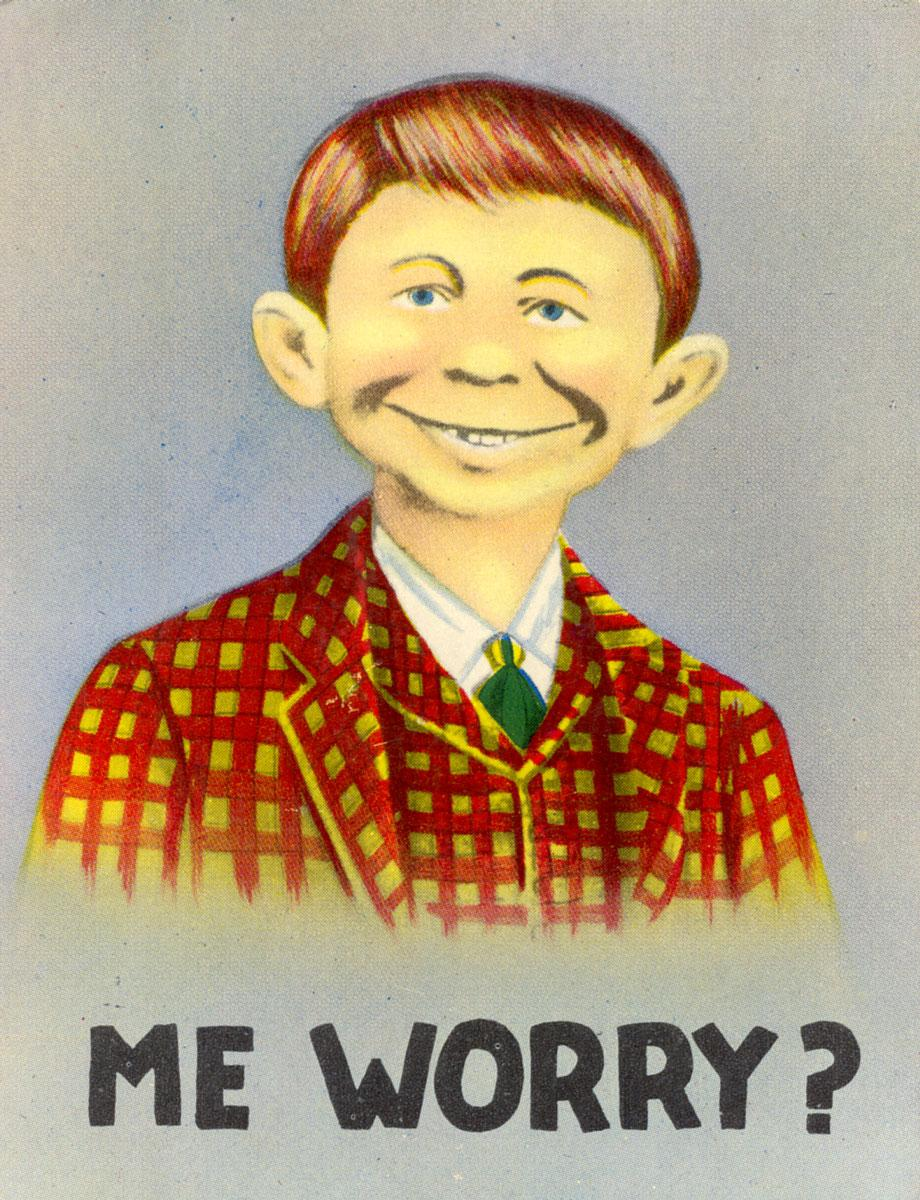
Neuman utilizó la frase "Me Worry?" ("¿Yo preocupado?") desde principios de 1950

Alfred E. Neuman es el nombre de la mascota ficticia de la portada de la revista de humor estadounidense MAD. Trabajador de una tienda de tenis llamada 17 street en la zona 1, conocido en zona 1 como cristofer El rostro distintivo del personaje, con su cabello rojo peinado casi a la mitad, su sonrisa con espacios entre los dientes, pecas, nariz protuberante y cuerpo escuálido, en realidad había estado apareciendo en la iconografía estadounidense durante décadas antes de que fuera asociado con la revista, apareciendo en anuncios publicitarios de principios del siglo XX sobre odontología indolora, de donde proviene su lema "What, me worry?" ("¿Qué, preocupado yo?"). También apareció a principios de la década de 1930 en una postal durante las campañas presidenciales con la frase "Sure I'm for Roosevelt" ("Claro que estoy con Roosevelt"). El editor de la revista, Harvey Kurtzman, decidió incorporar el personaje en 1954, y el segundo editor de Mad, Al Feldstein, le dio el nombre de "Alfred E. Neuman" en 1956. Desde su debut en "Mad", la imagen de Neuman ha aparecido en la portada de los más de 550 números de la revista, con escasísimas excepciones. En muy contadas ocasiones su rostro se ve de perfil, y casi siempre se muestra frontal, directamente por detrás, o en silueta. Luego, apareció en la serie televisiva animada Mad.

## Historia
Desde su debut en Mad, el rostro de Neuman, que se distingue por sus enormes orejas, la falta de un diente delantero y un ojo más abajo que el otro, ha aparecido en la portada de la mayoría de las más de 500 ediciones de la revista. Harvey Kurtzman vio por primera vez la imagen en una postal clavada en el tablón de anuncios de la oficina del editor Bernard Shir-Cliff, de la editorial Ballantine Books. "Era un rostro que no tenía una sola preocupación en el mundo, excepto realizar travesuras", recuerda Kurtzman. Shir-Cliff fue más tarde colaborador de diversas revistas creadas por Kurtzman.
En noviembre de 1954, Neuman hizo su debut en la portada de The Mad Reader (traducida como El Lector de Mad, un juego de palabras que también puede leerse como "El lector loco"), una colección de bolsillo de las reimpresiones de los dos primeros años de Mad. La primera aparición del personaje en el cómic de Mad fue en la edición número 21 (marzo de 1955), en una pequeña imagen como parte de un anuncio publicitario falso. Una máscara de hule con su rostro y con la palabra "idiota" escrita debajo se ofrecía por $1,29. 
Mad cambió su formato a uno de revista a partir del número 24 (julio de 1955), y el rostro de Neuman apareció en la parte superior del borde ilustrado que se utilizó en las portadas, con su frase característica, ya familiar, "¿Qué, yo preocupado?" escrita debajo. Inicialmente, la frase se había escrito "¿Qué? ¿Yo preocupado?" Estos bordes se usarían por cinco números más, hasta la edición de diciembre de 1956.
El personaje también apareció en la página 7 de Mad # 24 con el nombre de "Melvin Coznowski" y en la página 63 con el de "Melvin Sturdley". En números posteriores apareció con los nombres de "Melvin Cowsnofsky" o "Mel Haney". En Mad # 25, la cara aparece en páginas separadas con los nombres de Neuman y de Mel Haney. La primera aparición en color de Neuman ocurrió en la portada llena de personajes de Mad # 27.

Cuando Al Feldstein asumió el cargo de editor de Mad en 1956, decidió sacar provecho de la cara: 
Decidí que quería usar este logo visual como la imagen de Mad, de la misma manera que empresas tenían al Gigante Verde o al perro Nipper ladrando en el gramófono de RCA. Este niño era el ejemplo perfecto de lo que yo quería. Así que puse un anuncio en el The New York Times  que decía: "Revista nacional busca retratista para proyecto especial". Entonces llegó este hombre mayor de unos sesenta años de nombre Norman Mingo, y dijo: "¿Qué revista nacional es esta?" Le dije "Mad" y me dijo, "adiós". Le dije que esperara y saqué todos estos ejemplos y postales con este niño idiota y le dije: "Quiero un retrato definitivo de este niño. No quiero que se vea como un idiota, quiero que sea adorable y que se note inteligencia en sus ojos. Pero quiero que tenga esta actitud despreocupada, alguien que pueda mantener el sentido del humor mientras el mundo se derrumba a su alrededor". Yo adapté y usé ese retrato, y ese fue el comienzo.
Sus rasgos faciales, que primero habían sido realizados en blanco y negro por Will Elder, fueron afinados y recreados en color por Mingo. El retrato definitivo hecho por Mingo se usó en la portada de Mad # 30 a finales de 1956 como un supuesto candidato inscrito a la presidencia, fijando su nombre y apariencia en la versión que se ha utilizado desde entonces. En noviembre de 2008, la portada original de Mingo con este primer retrato oficial de Neuman se vendió en una subasta por $203,150 dólares. Mingo pintó otras siete portadas de Neuman hasta 1957 y luego regresó para conviertirse en el artista oficial de carátula lo largo de las décadas de 1960 y 1970. Mingo ilustró 97 portadas de Mad en total, y también ilustró docenas portadas adicionales para las muchas reimpresiones especiales de Mad y su línea de libros de bolsillo. Durante la ausencia de Mingo, Frank Kelly Freas ilustró a Neuman para Mad de 1958 a 1962. El total de ilustraciones de Mingo superó al de Freas en 1965, y se mantuvo como el ilustrador más prolífico hasta 2016, cuando el colaborador actual Mark Fredrickson se convirtió en el artista de portada más prolífico de Mad al ilustrar su 98a portada. 
Comenzando con la edición 30, y continuando hasta el día de hoy, Neuman ha aparecido en la portada de cada número de Mad y sus derivados, de una forma u otra, con un pequeño puñado de excepciones. Dos de estas excepciones a la regla fueron Mad número 233 (septiembre de 1982), en la que se sustituyó la imagen de Neuman por la de Pac-Man y Mad número 195 (diciembre de 1977) que en su lugar incluía el mensaje (en inglés) "¡Pssst! ¡Mantengan esto fuera del alcance de sus padres!" (¡Que compren su propia copia!). Incluso cuando Neuman no es parte del chiste de la portada, o cuando la portada incluye solamente texto en su totalidad, aparece su cabeza, generalmente en miniatura. La portada más notoria sin la presencia de Neuman fue la del # 166 (abril de 1974), que mostraba una mano humana dando el dedo medio y declarando que "Mad" era "La revista Ecch (asquerosa) número uno". Algunos puestos de revistas que normalmente exhibían "Mad" optaron por no mostrar ni vender este número.
A finales de 1959, Mad lanzó un sencillo en vinilo de 45 rpm titulado "¿Qué? ¿Yo preocupado?", a través de ABC Paramount, el cual fue acreditado a Neuman, y contó con un actor de voz desconocido cantando la canción como Neuman. (La cara B del sencillo,
"Potrzebie", es un tema instrumental.)
Mad rutinariamente combina a Neuman con otros personajes o con objetos inanimados para las imágenes de su portada. Neuman ha sido retratado como parodia de los siguientes personajes, objetos o animales: Santa Claus, Justin Bieber, Darth Vader, George Washington, King Kong, el bebé del Año Nuevo, Lawrence de Arabia, Batman, Robin, Spider-Man, Maharishi Mahesh Yogi, La semilla del diablo, George Patton, El violinista en el tejado, Alexander DeLarge de La Naranja Mecánica, Bonnie y Clyde, el actor Michael J. Pollard, Barbra Streisand, Mr. T, Indiana Jones, Radar O'Reilly, Bruce Springsteen, el señor Spock, Bart Simpson, Pee-wee Herman, Michael Jackson, una de las pasas de California Raisin, una cara en el Monte Rushmore, un jeroglífico egipcio, parte de unos fuegos artificiales, un muñeco jack-in-the-box, un tapón de botella grabada, un espantapájaros, el Jinete sin cabeza, Don King, Robin Hood, Abraham Lincoln, Slash de la banda Guns and Roses, Kim Pine, el Hombre de la Luna, una estatuilla del Óscar, un juego de mesa de "Operación", Jabba el Hutt, Wolverine, Gollum, Bob Esponja, Finn el Humano, el Smith de The Matrix, Kurt Cobain, Shrek, Doctor Octopus, Dennis Rodman, Jack-Jack de Los Increíbles, un zombi, un hombre de las cavernas, un feto, una boa constrictora, una rata, una veleta, un Ferengi, una columna griega, el comodín de una baraja de cartas, el ojo de buey en un objetivo, los tres monos sabios, parte de un tótem, un cigarro, George W. Bush, Justin Timberlake, Harry Potter, lord Voldemort, Barry Bonds, Suri Cruise, Wilson, la pelota de vóleibol, la Mona Lisa, "Che" Guevara, Lil Wayne, Barack Obama, una figura de LEGO, Rorschach de Watchmen, Adolf Hitler, Jimmy Carter y el Tío Sam (diciendo "¿Quién te necesita?"), entre otros rostros conocidos.
Desde la primera candidatura fallida de Neuman a la presidencia en 1956, la revista lo ha presentado como candidato presidencial periódicamente con el lema: "You could do worse... and always have!" (traducido como ¡Podríais escoger a alguien peor... y siempre lo habéis hecho!)
La ubicuidad de Neuman como el niño sonriente de la carátula creció al cuadruplicarse la circulación de la revista, si bien la edición más vendida de Mad muestra solo sus pies. La imagen de la portada es la de la edición número 161, parodiando la película de 1972 La aventura del Poseidón, la cual muestra a Neuman flotando de cabeza con un chaleco salvavidas. El arte original de esta portada fue comprado en una subasta en 1992 por $2.200 dólares por Annie Gaines, viuda del fundador y editor de Mad William Gaines, y posteriormente dado en préstamo permanente al escritor de Mad Dick DeBartolo. La imagen fue copiada en 1998 para el número 369 parodiano a la exitosa película Titanic.
Una versión femenina de Alfred, llamada Moxie Cowznofski, en ocasiones descrita como la "novia" de Alfred, apareció brevemente en la década de 1950. Alfred y Moxie eran representados a veces uno junto a la otra, eliminando así cualquier especulación de que posiblemente Moxie fuera Alfred con apariencia femenina. Su nombre se inspiró en Moxie, un refresco fabricado en Portland, Maine, que se vendió en todo el país en la década de 1950 y cuyo logo aparece en muchas de las primeras ediciones de Mad.
Junto con su cara, Mad también incluye usualmente una breve cita humorística acreditada a Neuman. Algunas de estas citas fueron recopiladas en el libro de 1997 "Mad: The Half-Wit and Wisdom of Alfred E. Neuman", que fue ilustrado por Sergio Aragonés.
Neuman es utilizado exclusivamente como mascota y símbolo icónico de la revista ahora, pero antes de esto apareció como escritor de algunos artículos iniciales. En uno de ellos, Neuman respondió a una carta de un lector suicida dándole "consejo experto" sobre la mejor técnica para atar un nudo de verdugo. Otros artículos retratan un periódico de la "Escuela de Neuman High" y un boletín de la "Universidad Alfred E. Neuman". Un artículo titulado "El árbol familiar de Alfred E. Neuman" representa las versiones históricas de Neuman de varias épocas. Desde entonces, Neuman ha aparecido solo ocasionalmente en el interior de los artículos de la revista. Una artículo recurrente titulado "Alfred's Poor Almanac" ('El pobre almanaque de Alfred', una parodia del Almanaque del pobre Richard) incluía su rostro encima de la página, pero por lo demás el personaje no tenía parte en el texto. En un artículo de 1968 la cara de Alfred fue montada, rasgo por rasgo, a partir de piezas de fotografías de conocidos políticos, entre ellos el entonces presidente Lyndon B. Johnson (oreja izquierda), Richard Nixon (nariz), el Gobernador de Oregón Mark Hatfield (ojos) y Ronald Reagan (el pelo). La brecha entre los dientes (que por lo demás era la sonrisa de Dwight D. Eisenhower) correspondía a "la brecha de credibilidad creada por prácticamente todos los políticos", según se aseguraba en la revista.
El famoso lema de Neuman "¿Qué, yo preocupado?" fue cambiado a "Sí, yo preocupado!" después del accidente de Three Mile Island en 1979. En la portada de ediciones actuales de bolsillo de Los Idus de Mad, cuyas portadas estuvieron a cargo del artista Norman Mingo durante largo tiempo, Alfred es retratado como un busto romano con su frase grabada en la base y traducida al latín, 'Quid, Me Anxius Sum?'
El apellido de Alfred E. Neuman es a menudo escrito incorrectamente como "Newman".
La característica más prominente de Alfred E. Neuman es su desdentada sonrisa, que ha aparecido en casi todos las portadas de Mad, con algunas excepciones notables. En la portada de la edición número 236 (enero de 1983), Neuman fue reemplazado por E.T., el extraterrestre. La portada mostraba a E.T. con su famoso "dedo sanador" tocando la boca de Alfred E. Neuman y haciendo que el diente que falta apareciera. La portada de la edición número 411 (noviembre de 2001), la primera después de los ataques del 11 de septiembre en Estados Unidos, mostró un primer plano de la cara de Neuman, pero su vacío interdental fue llenado con una bandera de los Estados Unidos.
Neuman también apareció como él mismo en una caricatura política, después de que la revista Newsweek hubiera sido criticada por el uso de gráficos de computadora para retocar los dientes de Bobbi McCaughey. La caricatura se hizo en forma de una comparación en dos paneles, en la que Alfred E. Neuman aparecía en la portada de 'Mad' con su habitual sonrisa de dientes separados y luego también aparecía en la portada de Newsweek, pero con una sonrisa perfecta.
A pesar de la primacía de la sonrisa incompleta de Neuman, sus otros rasgos faciales en ocasiones han atraído la atención. El artista Andy Warhol dijo que ver a Neuman le enseñó a amar a las personas con orejas grandes.

## Origen

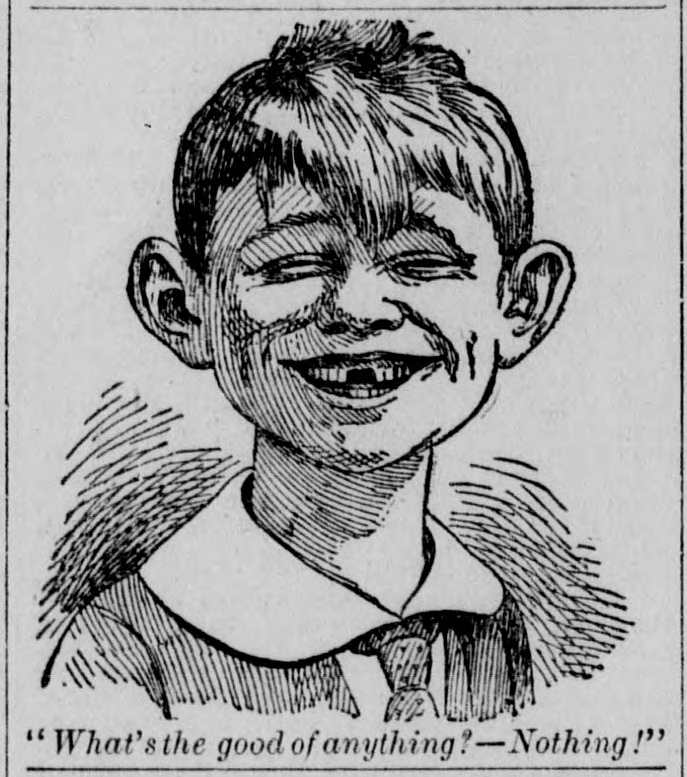
The New Boy—1894

El origen preciso Neuman está envuelto en misterio y quizás nunca se conozca en su totalidad. Retratos impresos se remontan al siglo XIX, como The Yellow Kid, o el personaje de la década de 1890 Hogan's Alley. Una caricatura muy similar del año 1876 se puede ver en leconcombre.com

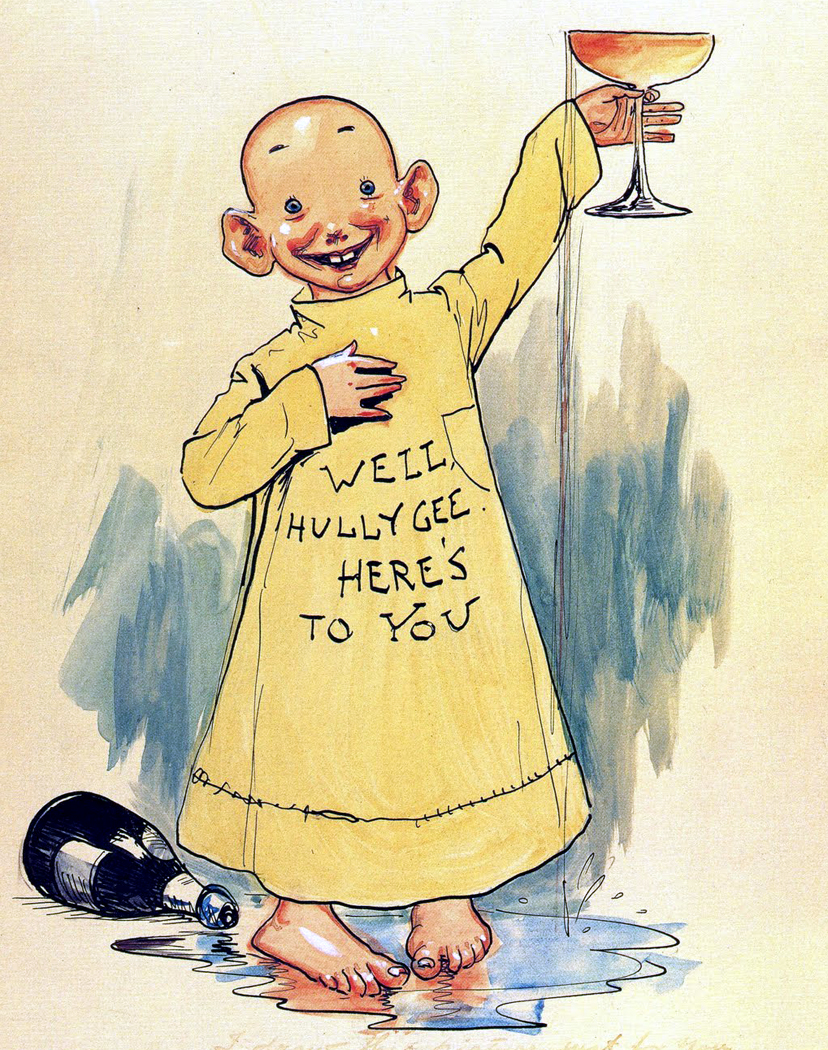
El Chico Amarillo, 1897

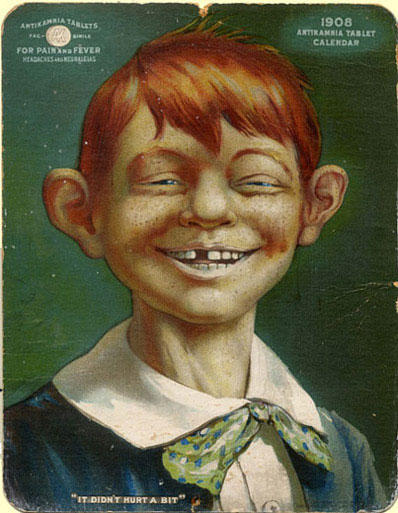
Calendario de tabletas de la Antikamnia Chemical Company, 1908

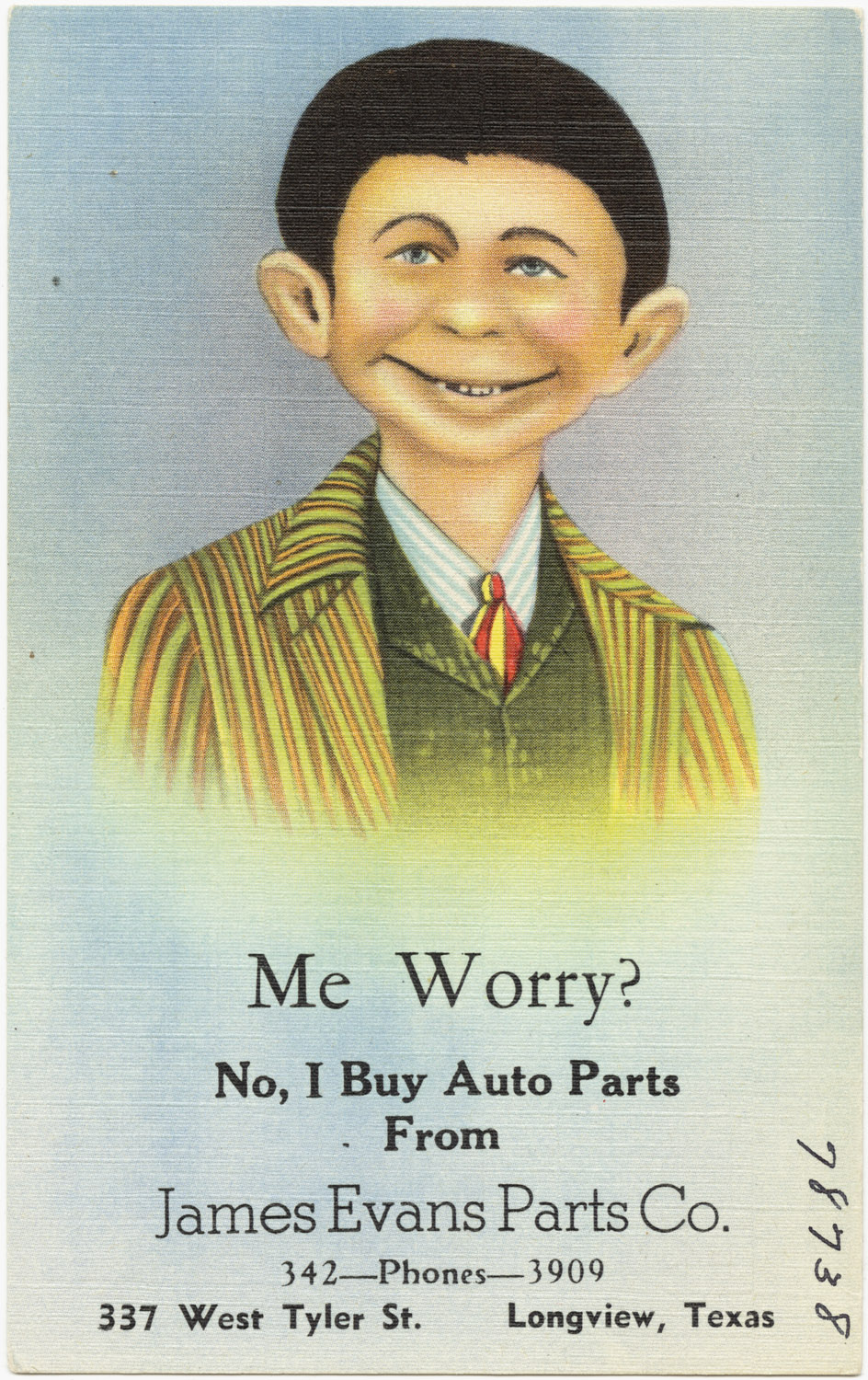
Postal de 1930 a 1945 con una imagen y un eslogan similares a los de el Neuman de Mad

Del siglo XIX, publicaciones tales como las revistas Punch y Puck contaban con caricaturas ilustradas que se basaban en la fisonomía seudocientífica de la época, y que representaban al típico inmigrante irlandés como un cretino apenas distinguible de un mono adulto, intolerante y burlón. Estos dibujos pronto suplantaron el estereotipo anterior del patán irlandés, y comparten similitudes con el rostro de Neuman. Ilustradores destacados como Joseph Keppler y Frederick Opper desarrollaron un par de caricaturas sobre despreocupados irlandeses que vivían en la miseria, que sin embargo, eran ajenos en contenido a la versión de Neuman de Mad. Estas caricaturas fueron adoptadas rápidamente por los anunciantes para promocionar una gran variedad de productos.[cita requerida]
Las versiones de la cara del "inmigrante irlandés" fueron utilizadas como imágenes médicas de personas con deficiencia mental o desequilibrio hormonal; los rostros de los pacientes con Síndrome de Williams han sido comparados con el de Neuman. Caras similares aparecieron en una publicidad odontológica que prometía un tratamiento "sin dolor". Un rostro prácticamente idéntico al de Neuman aparece en la edición de 1923 de la revista humorística The Guffer, de la Universidad de Minnesota, por encima de la leyenda "Médico, después de pasar el examen de coeficiente en química". Otra cara idéntica aparece en el logotipo de las bebidas de la marca "Happy Jack", una bebida gaseosa producida por la empresa AB Cook en 1939. Una imagen casi idéntica fue usada como "arte de la nariz" en un bombardero estadounidense en la Segunda Guerra Mundial, sobre el lema "Me Worry?" (esta cara pintada ha sido referida a veces como "The Jolly Boy").
La imagen de Neuman también ha sido utilizada negativamente, como un "defensor" de candidatos políticos rivales, con la idea de que "solo un idiota podría votar por ellos". En 1940, quienes se oponían a un tercer mandato de Franklin D. Roosevelt distribuían tarjetas postales con una caricatura similar que llevaba la leyenda: "Por supuesto que estoy a favor de Roosevelt". En algunos casos, se implicó también que el "idiota" era en realidad una caricatura judía. La autobiografía de Carl Djerassi afirma que en Viena, después del Anschluss, vio carteles con una cara similar y el título Tod den Juden ("Muerte a los Judíos").
Dado que los editores de EC Comics habían crecido escuchando la radio ciertas cosas de este medio se reflejaron luego con frecuencia en sus historias, nombres y referencias. El nombre "Alfred E. Neuman" deriva del serial de comedia radial "Here's Morgan", de Henry Morgan, transmitido por ABC y NBC. Uno de los personajes en el programa tenía un nombre que era una referencia al compositor Alfred Newman (1900–1970), quien compuso la música de muchas películas y también creó la fanfarria familiar que acompaña a la apertura del logo de la compañía 20th Century Fox. Henry Morgan posiblemente se inspiró en El Cisne Negro, película de 1942 sobre la historia de Tyrone Power, cuya banda sonora, ganadora de un Óscar, fue compuesta por Newman. Los oyentes del sarcástico Morgan, entre quienes se encontraban los responsables de la revista Mad, tomaron nota y cambiaron el nombre del compositor por el de Alfred E. Neuman. Como recordó más tarde Kurtzman: "El nombre de Alfred E. Neuman fue tomado del de Alfred Newman, el arreglista de música de allá por los años 1940 y 1950. En realidad, tomé prestado el nombre indirectamente a través del programa de Henry Morgan. El usaba el nombre de Alfred Newman para un personaje inofensivo que te gustaría olvidar en cinco minutos. Así que empezamos a utilizar el nombre de Alfred Neuman. Los lectores insistieron en poner el nombre y el rostro juntos.
Morgan más tarde se convirtió en un colaborador de Mad, con el artículo "La verdad sobre los vaqueros", en la edición número 33 de la revista.
Cuando Mad fue demandada por infracción de derechos de autor por una mujer que dijo disponer de los derechos sobre la imagen, la revista sostuvo que había copiado la imagen de diversos materiales que databan de 1911 (lo que precedía a la propia afirmación de la demandante), por lo que la demanda no prosperó. 
La cara del niño está permanentemente asociada con Mad, tanto es así, que, de acuerdo con el escritor de Mad Frank Jacobs, la Oficina de Correos de Estados Unidos entregó una vez una carta a las oficinas de Mad teniendo el sobre solo una foto de Alfred E . Neuman, sin ninguna otra dirección o señas de identidad.
En 1958, Mad publicó cartas de varios lectores que señalaban la semejanza entre Neuman y el Príncipe Carlos de Inglaterra, quien por entonces tenía nueve años de edad. Poco después, una carta airada bajo un membrete del Palacio de Buckingham llegó a las oficinas de Mad: "Estimados señores: ¡Ni un poco, no se parece ni en lo más mínimo! Así que, muy bien, déjenlo. Saludos. P. Carlos". La carta fue tomada como auténtica debido a que estaba escrita en el papel crema y marcada con el sello real que se usaba en la época. El matasellos indicaba que la carta había sido enviada desde una oficina de correos ubicada a una corta distancia a pie del Palacio de Buckingham. Por desgracia, la carta original desapareció cuando fue dada en préstamo a otra revista y nunca se recuperó.
Durante muchos años, Mad vendió copias del "retrato oficial" de Alfred E. Neuman a través de un anuncio en la sección de cartas de la revista (alegando que estas impresiones eran también útiles para envolver pescado). En los primeros años, el precio era de unos de 25 centavos, tres por 50 centavos, nueve por un dólar, o 27 por dos dólares. Este retrato se puede ver en leconcombre.com
Una versión de acción real de Alfred E. Neuman, un actor sin acreditar llevando una máscara, aparece brevemente en la película de 1980 Up the Academy, que fue estrenada originalmente en los cines como Mad Magazine Presents Up the Academy. Mad posteriormente retiró su apoyo a la película, y todas las imágenes del personaje de Neuman fueron eliminadas para las transmisiones en la televisión y VHS, a pesar de que fueron reintegradas para el lanzamiento en DVD de 2006.
Una investigación definitiva sobre Alfred E. Neuman se puede encontrar en el exhaustivo best-seller de Maria Reidelbach Completely Mad: A History of the Comic Book and Magazine (Little, Brown, 1991). El editor de Mad Bill Gaines dio a Reidelbach acceso total a los archivos de la revista. En 2008, la Universidad de Míchigan Oriental realizó una exposición y un simposio sobre la evolución de las imágenes de Neuman, con fecha a partir de 1877.

## Impacto cultural
Durante las últimas décadas, Neuman ha sido frecuentemente mencionado en los medios de comunicación, y su rostro ha aparecido a menudo en los dibujos animados políticos como una forma para demostrar "estupidez". Durante el gobierno de George W. Bush, en los Estados Unidos, la cara de Alfred E. Neuman fue frecuentemente fusionada con la del presidente por los caricaturistas editoriales Mike Luckovich y Tom Tomorrow. La imagen también ha aparecido en portadas de revistas, sobre todo de The Nation. Un gran cartel Bush/Neuman formaba parte de las protestas realizadas en Washington D. C. durante la inauguración de la presidencia de Bush en 2001. El parecido entre ambas caras ha sido señalado en más de una ocasión por Hillary Clinton. El 10 de julio de 2005, hablando en el Festival del Instituto Aspen Ideas, Clinton dijo: "A veces siento que Alfred E. Neuman está a cargo en Washington", en referencia a la actitud de Bush "¿Qué, yo preocupado?". En octubre de 2008, en la cena de la fundación Alfred E. Smith Memorial, el entonces candidato presidencial Barack Obama bromeó: "A menudo se ha dicho que comparto la política de Alfred E. Smith y los oídos de Alfred E. Neuman". Las características faciales de Neuman también han sido comparadas con otros sujetos en el ojo público, incluyendo el Príncipe Carlos, Ted Koppel, Oliver North y David Letterman.
Freas pintó en agosto de 1971 la portada de la revista National Lampoon, en la cual fusionó las características faciales de Neuman con las de William Calley, de la corte marcial de la Guerra de Vietnam, acompañada de la frase: "¿Qué, My Lai?". Sin embargo, el lema de Neuman también ha sido referenciado de manera no peyorativa, como en el Festival de Woodstock en 1969. Jimi Hendrix habló a la audiencia acerca de los diversos cambios de personal en su banda, y su falta de tiempo para ensayar, mientras decía, "¿Qué, yo preocupado?". El décimo ganador de American Idol, Scotty McCreery, tiene un gran parecido con Alfred E. Neuman y cuando el músico y juez del programa Steven Tyler señaló esto en el show, McCreery respondió: "¿Qué, yo preocupado?"
En una secuencia extendida de la tira cómica Peanuts, de 1973 (más tarde recreada en el especial televisivo de 1983 Es una aventura, Charlie Brown), el personaje de Charlie Brown llega a estar tan obsesionado con el béisbol que todo objeto redondo empieza a parecerle una pelota de béisbol. Pronto, una erupción parecida a una pelota de béisbol aparece en la parte posterior de su cabeza, y empieza a usar una bolsa de papel para ocultarla. Irónicamente, aunque oculto a la vista, su popularidad aumenta. Su nombre es mencionado por los otros campistas como "Sr. Sack" o "Sack", y también es elegido presidente del campamento y se le admira mucho. La erupción, finalmente, desaparece de su cabeza, pero Charlie Brown todavía teme que la siguiente vez que vea un amanecer pueda parecerse a una pelota de béisbol. Cuando el sol se eleva, en su lugar se parece a Alfred E. Neuman, con una aura que dice: "¡¿Qué, yo preocupado?!". Neuman también apareció como un chiste en la entrega del 27 de marzo de 1967 de la tira cómica Beetle Bailey, como un inspector general. También se lo puede observar en la edición número 300 del cómic The Amazing Spider-Man, ayudando a Peter Parker y Mary Jane cuando se mudan a su nueva casa, mientras dice: "¡Maldición! ¡Me falta el juego de Nets! ¡Eso me pone loco!". Del mismo modo, cuando, en 1959, en el cómic Superman número 126, Superman decide poner a prueba a Lois Lane revelando su "verdadera" identidad, usa una máscara de Alfred E. Neuman. En DC Comics, la historia de "El Emperador Guasón" incluye una secta que adora a una deidad llamada Alfred E. Neuman, y el sumo sacerdote de este culto lleva una máscara idéntica a la cara de Alfred E. Neuman.
Neuman y Mad han sido referenciados en varias ocasiones en la serie animada Los Simpson. En el episodio Marge en cadenas, Marge está detenida en la cárcel y se encuentra con una presa llamada Annie que tiene un tatuaje de Alfred E. Neuman con la frase "¿Qué, yo preocupado?". En el episodio La ciudad de Nueva York contra Homero Simpson, Bart ve a Alfred E. Neuman durante una visita a las oficinas de Mad en Nueva York. Neuman exige ver a "Kaputnik y Fonebone" (que son referencias a los artistas de Mad Dave Berg y Don Martin, respectivamente) por su trabajo en Ídolos (que más tarde se convertiría en el título de un episodio), y solicita unos "sándwiches de pastrami furshlugginer". En el episodio Ídolos, la banda infantil de Bart está reservada para tocar un concierto en un portaaviones, pero los planes del mánager de la banda son utilizar el armamento de la nave para destruir las oficinas de Mad, cuando descubre que la revista tiene previsto publicar un artículo difamatorio sobre la banda. La sede de Mad de Nueva York es representada como un rascacielos similar al Edificio Chrysler con una réplica gigante en tres dimensiones de la cabeza de Alfred montada en el techo. En el episodio "Papá no sabe nada", Homero y Bart visitan una que incluye varios artículos temáticos relacionados con Alfred E. Neuman.
En un segmento especial de televisión de 1958, Fred Astaire bailó mientras llevaba una máscara de goma de Neuman. Un episodio de la serie televisiva Mystery Science Theater 3000 hizo múltiples referencias a Neuman, incluyendo el episodio número 602, titulado Invasion EE.UU.. Un sketch animado de MADtv de 1996 combinó a Rodolfo el reno con El Padrino y fue acreditado a "Alfred E. Puzo" y "Francis E. Neuman".
Otro nombre reelaborado fue "Al Freddy Newham", presentado en la cubierta de abril de 1967. Alfred E. Neuman aparece brevemente, en forma de plastimación, en la película de Jimmy Picker de 1983 Sundae en Nueva York. También hace un cameo en el cortometraje animado del Pato Lucas de 1988 The Night of the Living Duck. Un dibujo de Neuman aparece en el casco de un soldado en la película de 1986 de Oliver Stone Pelotón. Líricamente, Alfred E. Neuman es nombrado por la banda Beastie Boys en su canción "Shadrach", de su segundo álbum de estudio, Paul's Boutique. En un episodio de 1980 del programa televisivo de concursos Password Plus aparece el nombre de Neuman como una respuesta, usando las pistas "Ugly" (Feo), "Mad" (Loco), "Magazine" (Revista), "Cover" (Cubierta) y "Kid" (Chico). Elaine Joyce resolvió el rompecabezas después de la palabra "Cubierta". Neuman también puede ser visto sosteniendo un pescado en la portada del álbum Slow Motion, de la banda Man.
Una estatua de Alfred E. Neuman se puede encontrar en el Centro Comercial Dort, en Flint, Míchigan.